# نيورون
نيورون مبيد حشري زراعي يستعمل لمكافحة العناكب على الحمضيات واللوزيات والتفاحيات.
المادة الفعالة وتركيزها: بروموبروبيليت Bromopropylate 500 غ/ل

## وصفه
مبيد عناكب متخصص من مركبات الفحوم الهيدروجينية المعاملة بالكلور يؤثر بالملامسة على كافة عائلات العناكب ذات الأهمية الاقتصادية وعلى العديد من المحاصيل، يكافح كافة الأطوار المتحركة من العناكب وله تأثير بسيط على البيوض الصيفية لجنس Tetranychid يبقى تأثيره بين 3-9 أسابيع حسب نوع العناكب المكافحة، الحرارة السائدة، معدل تطور العناكب وكثافتها، طريقة الرش ومعدل نمو النبات المرشوش، لا يتأثر بدرجات الحرارة المرتفعة وتأثيره خفيف على الحشرات النافعة.

## سميته
LD50 للجرذان عن طريق الفم 7264 ملغ/كغ.

## تحذيرات الرش
عند رش هذا المبيد، يجب النتظار فترة 14 يوماً قبل جني الفراولة (الفريز) والخضراوات والقطن و 21 يوماً قبل قطاف التفاح والكرز الحمضيات الكرمة والدراق والأجاص والخوخ. 